# Rima Messier
Rima Messier és una estructura geològica del tipus rima a la superfície de la Lluna, situada amb el sistema de coordenades planetocèntriques a 0.02 ° de latitud N i 45.58 ° de longitud E. Fa un diàmetre de 74.22 km. El nom va ser fet oficial per la UAI l'any 1964 i fa referència al proper cràter Messier.